# Erika Weihs
Erika Weihs (* 4. November 1917 als Erika Fischl in Wien, Österreich-Ungarn; † 25. Juli 2010 in New York) war eine österreichisch-US-amerikanische Illustratorin und Malerin.

## Leben
Weihs war die Tochter des Kaufmannes Arthur Fischl und der Vilma Friedmann. In ihrer Heimatstadt absolvierte sie 1937 die Graphische Lehr- und Versuchsanstalt.
Sie konnte 1938 nach London flüchten, im April 1940 emigrierte sie in die Vereinigten Staaten, wo sie die Leonardo da Vinci Art School in New York besuchte. Neben dem Studium arbeitete sie für eine Grußkartenfirma. Im Jahr 1942 heiratete sie Kurt Weihs (1918–2004). Die US-amerikanische Staatsbürgerschaft erlangte sie 1945, Mitte der 1940er Jahre lebte sie für kurze Zeit in Kanada.
Weihs illustrierte über 30 Kinderbücher. Neben ihrer Tätigkeit als Illustratorin schuf sie auch Ölgemälde. Ihr Nachlass wird in der Kerlan Collection of Children’s Literature der University of Minnesota, der de Grummond Children’s Literature Collection der University of Southern Mississippi sowie in den Archives of American Art aufbewahrt.